# 1984년 런던 영화 비평가 협회상
제5회 런던 영화 비평가 협회상의 시상식에 관한 내용이다.

## 수상 및 후보

### 작품상
- 파리 텍사스

### 외국어영화상
- 시골의 어느 하루

### 감독상
- 늑대의 혈족 - 닐 조던 수상

### 작가상
- 필사의 도전 - 필립 카우프만 수상

### 남우주연상
- 볼케이노 - 앨버트 피니 수상

### 특별상
- IAIN McCALL 수상